# Puttenham (Surrey)
Pour les articles homonymes, voir Puttenham.
Puttenham est une paroisse civile et un village du Surrey, en Angleterre.

## Personnalités liées au Village
- Constance Babington Smith (1912-2000), journaliste et écrivaine britannique.